# Чарна-Гура (Малопольське воєводство)
Чарна-Гура (пол. Czarna Góra) — село в Польщі, у гміні Буковина-Татшанська Татранського повіту Малопольського воєводства.
Населення — 1654 особи (2011).
У 1975-1998 роках село належало до Новосондецького воєводства.

## Демографія
Демографічна структура станом на 31 березня 2011 року:
|          | Загалом | Допрацездатний вік | Працездатний вік | Постпрацездатний вік |
| -------- | ------- | ------------------ | ---------------- | -------------------- |
| Чоловіки | 827     | 205                | 540              | 82                   |
| Жінки    | 827     | 183                | 500              | 144                  |
| Разом    | 1654    | 388                | 1040             | 226                  |